# جون إيفرت فان ألين
جون إيفرت فـان ألين (بالإنجليزية: John Evert Van Alen) هو قاضي وسياسي أمريكي، ولد في 1749، وتوفي في 27 فبراير 1807. حزبياً، نشط في الحزب الفيدرالي الأمريكي. انتخب عضو جمعية ولاية نيويورك وانتخب عضو مجلس النواب الأمريكي.